# Aeroportul Gabbs
Aeroportul Gabbs (IATA: GAB, ICAO: KGAB, FAA LID: GAB) este un aeroport din Nevada, Statele Unite ale Americii ce deservește zona Gabbs⁠(d). A fost numit după zona deservită.
Situat la o altitudine de 1.433 m, aeroportul dispune de 2 piste.

## Infrastructură

### Piste
Aeroportul dispune de 2 piste. Pista 09/27 are suprafața de loam[*] și dimensiunile 5.900 picioare × 65 picioare. Pista 16/34 are suprafața de loam[*] și dimensiunile 2.800 picioare × 65 picioare. 